# تیم ملی بسکتبال با ویلچر زنان ایران

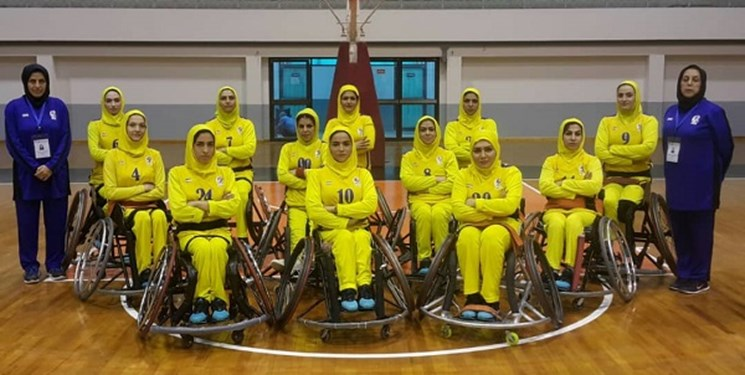
تیم ملی بسکتبال با ویلچر زنان ایران

تیم ملی بسکتبال با ویلچر زنان ایران نماینده بسکتبال با ویلچر زنان کشور ایران در مسابقات بین‌المللی است که زیر نظر فدراسیون ورزش‌های جانبازان و معلولین فعالیت می‌کند.با مربیگری سرکار خانم همایونپور. 

## تورنومنت‌ها

### بازی‌های پاراآسیایی
| بازی‌های پارآسیایی | بازی‌های پارآسیایی | بازی‌های پارآسیایی | بازی‌های پارآسیایی | بازی‌های پارآسیایی |
| سال               | مکان              | بازی              | برد               | باخت              |
| ----------------- | ----------------- | ----------------- | ----------------- | ----------------- |
| ۲۰۱۰              | حاضر نبود         | -                 | -                 | -                 |
| ۲۰۱۴              | سوم               | ۳                 | ۲                 | ۱                 |
| مجموع             | ۱/۲               | ۳                 | ۲                 | ۱                 |

### دوستانه

#### ۲۰۲۲
ایران ۳۷ - ۴۱ ترکیه 

#### ۲۰۲۳
ایران ۴۴ – ۴۳ ترکیه 